# محتوای سیتوزین-گوانین

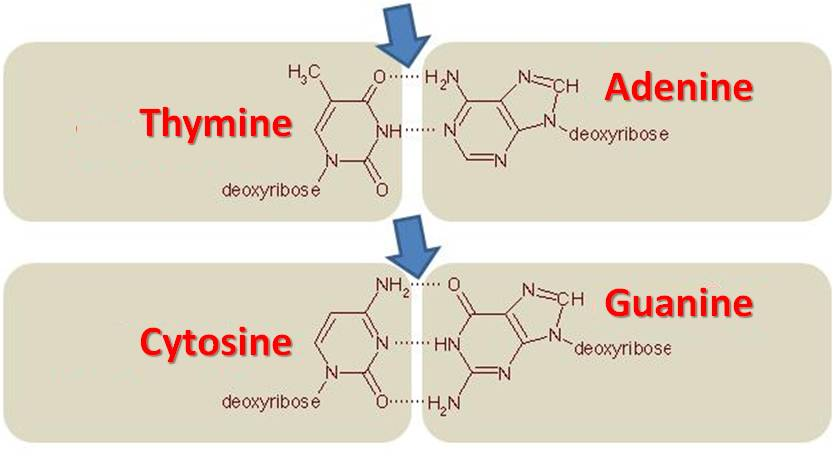
پیوندهای نوکلئوتیدی که جفت‌های AT و GC را نشان می‌دهند. فلش‌ها به پیوندهای هیدروژنی اشاره می‌کنند.

در زیست‌شناسی مولکولی و ژنتیک محتوای گوانین-سیتوزین، (GC—Content) درصدی از بازهای نوکلئوتیدی از نوع گوانین (G) یا سیتوزین (C) هستند که در ساختار یک مولکول دی‌ان‌ای یا آران‌ای حضور دارند. این اندازه‌گیری، نسبت بازهای G و C را در مقایسه با بازهای دیگر نشان می‌دهد که شامل آدنین و تیمین در دی‌ان‌ای و آدنین و یوراسیل در آران‌ای است.
محتوای GC ممکن است برای قطعهٔ خاصی از دی‌ان‌ای یا آران‌ای یا برای کل ژنوم محاسبه و گزارش شود.

## ساختار
از نظر کیفی، گوانین (G) و سیتوزین (C) با یک پیوند هیدروژنی خاص در کنار یکدیگر قرار می‌گیرند و آدنین (A) به‌طور خاص با تیمین (T) در دی‌ان‌ای و با یوراسیل (U) در آران‌ای پیوند می‌یابند. از نظر کمی، هر جفت‌باز GC توسط سه پیوند هیدروژنی و جفت‌بازهای AT و AU توسط دو پیوند هیدروژنی در کنار هم نگه داشته می‌شوند. برای تأکید بر این تفاوت، جفت‌بازها اغلب به‌صورت «G≡C» در مقابل «A=T» یا «A=U» نشان داده می‌شوند.
دی‌ان‌ای با محتوای GC بالا نسبت به دی‌ان‌ای با محتوای GC پایین پایدارتر است. با این‌حال، پیوندهای هیدروژنی، خود تأثیر خاصی بر پایداری مولکولی ندارند. با وجود دماپایداری بالاتری که به یک نوکلئیک اسید با محتوای GC بالا اعطا می‌شود، مشاهده شده است که حداقل برخی از گونه‌های باکتری دارای دی‌ان‌ای با محتوای GC بالا با سهولت بیشتری تحت اتولیز قرار می‌گیرند و در نتیجه طول عمر سلول را کاهش می‌دهند. به‌دلیل پایداری حرارتی جفت‌های GC، زمانی تصور می‌شد که محتوای GC زیاد، یک سازگاری ضروری با دماهای بالا است، اما این فرضیه در سال ۲۰۰۱ رد شد. با این‌حال، نشان داده شده است که یک همبستگی قوی بین رشد بهینهٔ پروکاریوت‌ها در دماهای بالاتر و محتوای GC در آران‌ای‌های ساختاری مانند آران‌ای ریبوزومی آران‌ای حامل و بسیاری از آراِن‌اِی‌های غیر-کدکننده دیگر وجود دارد. جفت‌بازهای AU پایداری کمتری نسبت به جفت‌بازهای GC دارند و ساختارهای آران‌ای با محتوای GC بالا در برابر اثرات دماهای بالا مقاوم‌تر هستند.

## محاسبه
محتوای GC معمولاً به‌صورت درصد و گاهی نیز به‌صورت نسبتی موسوم به نسبت سیتوزین-گوانین (GC-ratio) بیان می‌شود.
درصد محتوای GC به‌این‌صورت محاسبه می‌شود:
{\displaystyle {\cfrac {G+C}{A+T+G+C}}\times 100\%}
نسبت AT/GC نیز به‌صورت زیر محاسبه می‌شود:
{\displaystyle {\cfrac {A+T}{G+C}}}
درصد محتوا و همچنین نسبت GC را می‌توان با روش‌های مختلفی اندازه‌گیری کرد، اما یکی از ساده‌ترین روش‌ها اندازه‌گیری دمای ذوب مارپیچ دورشته‌ای دی‌اِن‌اِی با استفاده از اسپکتروفتومتری است. میزان جذب دی‌ان‌ای در طول موج ۲۶۰ نانومتر زمانی که مولکول دی‌ان‌ای دورشته‌ای پس از گرم شدن کافی به دو رشتهٔ منفرد جدا می‌شود، به‌شدت افزایش می‌یابد. رایج‌ترین پروتکل مورد استفاده برای تعیین نسبت GC استفاده از فلو سایتومتری است که برای بررسی تعداد زیادی نمونه استفاده می‌شود.
در یک روش دیگر، اگر مولکول دی‌ان‌ای یا آران‌ای مورد بررسی، به‌طور قابل‌اعتمادی توالی‌یابی شده باشد، می‌توان محتوای GC را با محاسبه‌ای ساده یا با استفاده از انواع ابزارهای نرم‌افزاری در دسترس عموم، مانند ماشین‌حساب آنلاین رایگان GC به‌طور دقیقی محاسبه کرد.

## محتوای ژنومی

### تنوع درون ژنومی
نسبت GC در یک ژنوم، به‌طور قابل‌توجهی متغیر است. این تغییرات در نسبت GC در ژنوم موجودات پیچیده‌تر منجر به تشکیل حالتی موزائیکی و نواحی جزیره‌ای به‌نام ایزوکور می‌شود. این وضعیت، منجر به تغییرات در شدت رنگ‌آمیزی در کروموزوم‌ها می‌شود. ایزوکورهای غنی از GC معمولاً شامل بسیاری از ژن‌های کدکنندهٔ پروتئین در درون خود می‌شوند؛ بنابراین تعیین نسبت‌های GC در این مناطق خاص، به نگاشت ژن در مناطق غنی از ژن‌ها کمک می‌کند.

### تنوع ژنوم‌ها
مشخص شده است که محتوای GC در جانداران مختلف، متغیر است.
میانگین محتوای GC در ژنوم انسان از ۳۵ تا ۶۰ درصد در قطعات ۱۰۰ کیلوبازی از دی‌ان‌ای، متغیر است اما میانگین محتوای GC حدود ۴۱ درصد است. محتوای GC در مخمر ساکارومایسس سرویزیه) ۳۸ درصد است و در ارگانیسم مدل، گیاه آرابیدوپسیس تالیانا، ۳۶٪ است. به‌دلیل ماهیت رمزهای ژنتیکی، برای یک جاندار، تقریباً غیرممکن است که ژنومی با محتوای GC نزدیک به صفر یا ۱۰۰ درصد داشته باشد. با این‌حال، گونهٔ پلاسمودیوم فالسیپاروم دارای محتوای سیتوزین-گوانین بسیار پایین و حدود ۲۰ درصد است. به این نمونه‌ها معمولاً با اصطلاحات "غنی از AT" یا "فقیر از GC" اشاره می‌شود.
چندین گونه از پستانداران از تیغ‌پشت‌ها، خفاش‌های کوچک و حشره‌خوارها، افزایش قابل‌توجهی در محتوای GC در ژن‌های خود داشته‌اند. این تغییرات محتوای GC با ویژگی‌های گونه‌های مختلف (به‌عنوان مثال، تودهٔ بدنی یا طول عمر) و اندازهٔ ژنوم، مرتبط است و ممکن است با پدیده‌ای مولکولی به‌نام "تبدیل ژنی وابسته به GC" مرتبط باشد.

## ابزارهای نرم‌افزاری
نرم‌افزارهای GCSpeciesSorter و TopSort ابزارهای نرم‌افزاری برای طبقه‌بندی گونه‌ها بر اساس محتوای GC آن‌ها هستند.